# 地獄で眠れ
『地獄で眠れ』（じごくでねむれ、原題：The Evil That Men Do）は、1984年に公開されたアメリカ映画。J・リー・トンプソン監督、チャールズ・ブロンソン主演。原作小説はR・ランス・ヒルの『The Evil That Men Do』。

## ストーリー
元殺し屋のホランドは引退して以来、カリブ海の小島で暮らしていたが、そこへ仕事の依頼が来る。ホランドの親友が南米スリナムで「ドクトル」と呼ばれる男の人体実験で殺されたのだ。ドクトルは中南米の独裁政権に拷問の方法を伝授しており、彼の命を狙うグループは自動車に仕掛けた爆弾でドクトルの暗殺を図るが失敗、爆死してしまう。
ホランドは親友の仇討ちを一旦は断るが、彼の未亡人・リアナとその娘を連れ、軍事政権下の中米グアテマラに飛ぶ。
ドクトルは要塞のような邸宅に住み、護衛に囲まれて暮らしていた。ホランドはドクトルに接近するため、彼の部下であるランドルフと酒場の喧嘩で親しくなり、ホテルの一室に連れ込みナイフで殺害。現場を見てショックを受けたリアナは「いきなり殺すなんて」とホランドを責める。ホランドはリアナをメキシコに帰すと、ランドルフの死体をドクトルの邸宅の前に置き去りにする。
その後、リアナは再びグアテマラに戻り、夫の無念を晴らすためにホランドに協力を申し出る。
グアテマラ政府は人権問題でドクトルを持て余していたが、ドクトルの妹・クレアは彼の秘書を務めていた。ホランドはクレアの自宅マンションに侵入。クレアは愛人と同性愛行為の真っ最中。ホランドは護衛の男を殴って気絶させ、消火栓のホースを首に巻き自殺に見せかけ突き落とし、その騒ぎに乗じて入浴中のクレアを拉致してしまう。
ホランドはドクトルに「妹を返してほしければ身代金を払え」と要求する。ドクトルをおびき寄せるためだったが、ドクトルはホランドの協力者を拷問にかけ、ホランドとリアナの居場所を突き止める。ホランドはクレアを連れて逃げるが、ドクトルが差し向けた刺客とカーチェイスの末、クレアは銃弾を浴びて死んでしまう。
クレアの死体を埋め、地元の農民から中古トラックを買い取り、逃亡を続けるホランドとリアナ。たどり着いた山奥の鉱山には、ドクトルの拷問で身体に障害を負わされた農民たちがいた。
鉱山に現れたドクトルはリアナの娘を人質に「妹を返せ」と迫る。ホランドは一計を案じ、カセットテープに録音しておいたクレアの声をドクトルに聞かせる。一瞬のスキをついてドクトルの手下を射殺し、リアナの娘を救い出すホランド。その銃声を合図に農民たちがドクトルに襲いかかる。車内に逃げ込むドクトルだったが、農民たちのリンチで惨殺されてしまう。
悪夢のような復讐劇が終わり、ホランドはリアナと彼女の娘を連れて、美しいカリブ海の砂浜を歩いていくのだった。

## キャスト
役名、俳優、テレビ放送版日本語吹替の順に記述。
- ホランド - チャールズ・ブロンソン（大塚周夫）
- リアナ・ヒダルゴ - テレサ・サルダナ（一柳みる）
- クレメント・モレク - ジョゼフ・メイハー（山内雅人）
- ヘクター・ロムリン - ホセ・フェラー（大木民夫）
- マックス・オーティス - ルネ・エンリケス （上田敏也）
- サンティアゴ - ジョー・セネカ
- ポール・ブリッグス - ジョン・グローヴァー
- ランドルフ - レイモン・サン・ジャック （渡部猛）
- クレア - アントワネット・バウアー（沢田敏子）
- その他の日本語吹替 -石森達幸、谷口節、仲木隆司、峰恵研、斉藤昌、水谷優子、井上喜久子、稲葉実、大友龍三郎、幹本雄之、小川永里子

## スタッフ
- 監督 - J・リー・トンプソン
- 製作 - パンチョ・コーナー
- 製作総指揮 - ランス・フール
- 脚本 - デヴィッド・リー・ヘンリー、ジョン・クラウザー
- 原作 - R・ランス・ヒル
- 撮影 - ザビエル・クルス
- 音楽 - ケン・ソーン
- 編集 - ピーター・リー・トンプソン
- 衣裳 - ポッピー・キャノン

### 日本語吹替版スタッフ
- 演出 - 加藤敏
- 翻訳 - 山田ユキ
- 制作 - 東北新社